# Charlotte Schmitt-Leonardy
Charlotte Schmitt-Leonardy (* 1980) ist eine deutsche Rechtswissenschaftlerin und seit 2022 Inhaberin des Lehrstuhls für Strafrecht, Strafprozessrecht und interdisziplinäre Rechtsforschung an der Universität Bielefeld.

## Leben und Wirken

### Ausbildung
Schmitt-Leonardy studierte Rechtswissenschaften an der Universität des Saarlandes und wurde dort mit einer Arbeit zum Thema Unternehmenskriminalität und ihren Konsequenzen für das Strafrecht promoviert. Sie arbeitete 2005 als Referentin für Europäisches Recht und Strafrecht am Deutsch-Europäischen Juridicum des Universität des Saarlandes und bis 2015 als wissenschaftliche Mitarbeiterin in der strafrechtlichen Abteilung der Rechts- und Wirtschaftswissenschaftlichen Fakultät der Universität des Saarlandes. Das Referendariat leistete sie von 2008 bis 2010 in Rheinland-Pfalz mit einer Wahlstation am Europäischen Gerichtshof für Menschenrechte ab.
2008 schloss sie ihre Ausbildung zur Mediatorin nach den Standards des Bundesverbandes BM am Friedensbildungswerk Köln ab. Von 2015 bis 2020 war sie wissenschaftliche Mitarbeiterin und Habilitandin am Lehrstuhl für Strafrecht, Strafprozessrecht, Wirtschaftsstrafrecht und Rechtstheorie (Matthias Jahn) an der Goethe-Universität Frankfurt am Main.
Von 2018 bis 2020 war sie Mitglied des Forschungsprojekts zur Evaluierung der Vorschriften des Gesetzes zur Regelung der Verständigung im Strafverfahren vom 29. Juli 2009 (BGBl. I, 2353).
2020 nahm sie den Ruf auf die Juniorprofessur für Strafrecht, Strafprozessrecht und interdisziplinäre Rechtsforschung an der Universität Bielefeld an. 2022 lehnte sie den Ruf auf eine W3-Professur für Strafrecht, Strafprozessrecht und Nebengebiete an der Juristischen Fakultät der Europa-Universität Viadrina ab und nahm einen W3-Ruf nach Bielefeld auf den Lehrstuhl für Strafrecht, Strafprozessrecht und interdisziplinäre Rechtsforschung an.

### Forschungsschwerpunkte
Schmitt-Leonardy forscht und lehrt zur gesamten Bandbreite des materiellen und prozessualen Strafrechts, wobei sie die Einnahme einer intra- und interdisziplinären Perspektive besonders auszeichnet. Ihre Forschungsschwerpunkte liegen derzeit auf modernen Konzeptionen von Unternehmensverantwortung für Unternehmenskriminalität, dem Wirtschaftsstrafrecht inklusive kriminologischer Grundlagen, dem Sanktionenrecht (insbesondere Resozialisierung und Alternativen zum Strafrecht) sowie dem Strafverfahrensrecht (insbesondere die Problematik komplexer Großverfahren und die Verständigung).

### Nebentätigkeiten
Sie war von 2020 bis 2022 Mitglied der Expertenkommission zur Verbesserung der Aufklärung komplexer Unglücksereignisse („Loveparade“).
Seit 2017 ist sie Co-Schriftleiterin der Fachzeitschrift wistra und seit 2024 deren Mitherausgeberin.
Seit 2022 ist sie Mitherausgeberin der Reihe Praxis der Strafverteidigung als Nachfolgerin von Werner Beulke.
Seit 2024 ist sie Co-Host der Podcast-Reihe „Irgendwas mit Examen – Strafrecht“.
Seit 2025 ist sie Mitglied der Forschungsgruppe zur wissenschaftlicher Aufarbeitung des NSU-Komplexes in Hamburg.

### Sonstiges
Sie ist mit dem Pianisten Wolfram Schmitt-Leonardy verheiratet. Gemeinsam organisieren sie seit 2009 die Konzerte gegen die Dunkelheit.

## Veröffentlichungen (Auswahl)
- Unternehmenskriminalität ohne Strafrecht? C. F. Müller (Schriften zum Wirtschaftsstrafrecht), Heidelberg 2013.
- Jahn/Schmitt-Leonardy/Schoop (Hrsg.): Das Unternehmensstrafrecht und seine Alternativen. Baden-Baden 2016.
- Bertheau/Beulke/Jahn/Müller-Jacobsen/Schmitt-Leonardy (Hrsg.), Strafrecht und Strafverteidigung in Geschichte, Praxis und Politik. Festschrift für Alexander Ignor zum 70. Geburtstag, Heidelberg 2023.
- Savigny et la réforme du procès pénal, in: (Hrsg.) l‘IRASCible, Paris 2015, S. 89–118.
- Entrapment & Evidence. The Impact of the ECtHR’s Judgment in the Case of Furcht v. Germany on the Jurisprudence of the German Federal Court of Justice, EuCLR 2017 (Heft 3), S. 304–320.
- Warum waren wir nochmal gegen die Todesstrafe?, JuS 2018, S. 848–851.
- Abschlussbericht der Expertenkommission zur Verbesserung der Aufklärung komplexer Unglücksereignisse (Loveparade) (gemeinsam mit Fünfsinn, Lückemann, Gercke, Müggenburg, Reiter, Singer), 2022.
- Criminal Responsibility for Corporate Crimes in Germany? The Never Ending Story to finally get (to) the Corporate Actor in: Matiaske/Alewell/Leßmann (Hrsg.), The ‘Betrieb’ as Corporate Actor, 2022, S. 46–59.
- Unumstößliches Unmittelbarkeitsprinzip im Strafprozess? Begleitaufsatz zum 73. Deutschen Juristentag – Abteilung Strafrecht (gemeinsam mit Jahn), NJW 38/2022, S. 2721–2725.
- Strafverfahren an der Grenze von Unrecht und Unglück in: Brunhöber/Burchard/Günther/Jahn/Jasch/Silva Sánchez/Singelnstein (Hrsg.), Festschrift für Cornelius Prittwitz, 2023, S. 549–567.
- Der Prozess gegen Philippe Pétain, Frankreich 1945 (gemeinsam mit Rosenstock) in: Groenewold / Ignor / Koch (Hrsg.), Lexikon der Politischen Strafprozesse, https://www.lexikon-der-politischen-strafprozesse.de/glossar/petain-henri-philippe/.
- Gleicher „Konsens“ für alle? – Zur Beschuldigtenpartizipation als Legitimationsprinzip in konsensorientierten Verfahren (gemeinsam mit Klarmann) in: Schoop/Waider (Hrsg.), Festschrift zum 50-jährigen Bestehen des Deutsche Strafverteidiger e.V. („DStV“), 2024, S. 321–342.